# دانشگاه ملی پزشکی قزاقستان
دانشگاه ملی پزشکی قزاقستان (به قزاقی: Kazakh National Medical University) یک دانشگاه در قزاقستان است که در آلماتی واقع شده‌است.